# Национални савети националних мањина Републике Србије
Национални савети националних мањина у Републици Србији постоје са циљем остваривања права националних мањина у домену културе, образовања, информисања, као и службене употребе језика и писма. Оснивање националних савета као мањинских самоуправа уведено је у правни систем Републике Србије 2002. године.

## Списак националних савета
У Републици Србији постоје следећи савети националних мањина:
- Национални савет албанске националне мањине, са седиштем у Бујановцу
- Национални савет ашкалијске националне мањине, са седиштем у Београду
- Национални савет бошњачке националне мањине, са седиштем у Новом Пазару
- Национални савет бугарске националне мањине, са седиштем у Димитровграду
- Национални савет буњевачке националне мањине, са седиштем у Суботици
- Национални савет влашке националне мањине, са седиштем у Петровцу на Млави (раније се налазило у Бору)
- Национални савет грчке националне мањине, са седиштем у Смедереву
- Национални савет египатске националне мањине, са седиштем у Земун Пољу
- Национални савет мађарске националне мањине, са седиштем у Суботици
- Национални савет македонске националне мањине, са седиштем у Панчеву
- Национални савет немачке националне мањине, са седиштем у Суботици
- Национални савет пољске националне мањине
- Национални савет ромске националне мањине, са седиштем у Београду
- Национални савет румунске националне мањине, са седиштем у Новом Саду
- Национални савет русинске националне мањине, са седиштем у Руском Крстуру
- Национални савет руске националне мањине, са седиштем у Панчеву[2]
- Национални савет словачке националне мањине, са седиштем у Новом Саду
- Национални савет словеначке националне мањине, са седиштем у Београду
- Национални савет украјинске националне мањине, са седиштем у Новом Саду
- Национални савет хрватске националне мањине, са седиштем у Суботици
- Национални савет црногорске националне мањине, са седиштем у Врбасу
- Национални савет чешке националне мањине, са седиштем у Белој Цркви
- Савез јеврејских општина Србије, са седиштем у Београду

## Избори
- Избори за националне савете националних мањина 2010.
- Избори за националне савете националних мањина 2014. су одржани 26. октобра.
- Избори за националне савете националних мањина 2018.